# Sermoise-sur-Loire
 Sermoise-sur-Loire  es una población y comuna francesa, situada en la región de Borgoña, departamento de Nièvre, en el distrito de Nevers y cantón de Nevers-Sud.

## Demografía
| 1099 | 1057 | 1019 | 1078 | 1545 | 1523 |
| Para los censos de 1962 a 1999 la población legal corresponde a la población sin duplicidades (Fuente: INSEE [Consultar]) |      |      |      |      |      |